# Myśl Współczesna
Myśl Współczesna – miesięcznik naukowy poświęcony filozofii i problemom społecznym, wydawany w Łodzi w latach 1946–1951, kierowany do inteligencji.
Pierwszym redaktorem naczelnym był Józef Chałasiński, następnie Adam Schaff (od numeru 10. z 1948 r.). Na łamach czasopisma publikowali także m.in.: Natalia Gąsiorowska, Tadeusz Kotarbiński,  Zygmunt Szymanowski oraz Henryk Ułaszyn. Ukazało się 67 numerów czasopisma. W 1951 roku jego miejsce zajął kwartalnik Myśl Filozoficzna.

## Publikacje na temat czasopisma
- M. Gruszczyk, „Idea w służbie propagandy: Komitet Słowiański w Polsce 1945-1953 na tle ruchu nowosłowiańskiego”, Wydawnictwo Uniwersytetu Śląskiego, 2019, ISBN 978-83-226-3522-3 s. 142.
- E. Sadziński, „Kontrowersje filozoficzne na łamach Myśli Współczesnej”, Studia Filozoficzne, 1983, nr 7, s.145-168.
- E. Sadziński, „Marksizm jako perspektywa teoretyczna Myśli Współczesnej w latach 1949-51”, Studia Filozoficzne, 1984, nr 2, s.159-177.
- K. Średniowska, "Rola Kuźnicy i Myśli Współczesnej w polskiej rewolucji kulturalnej w latach 1945-1948/49”, Rocznik Łódzki, 1965, t. X, s.191-203.